# Настъпление в Южна Сирия (2024)
В началото на 29 ноември 2024 г. южносирийски опозиционни групи започват атаки срещу мухафаза Дараа и Ас-Сувейда в Южна Сирия, по протежение на границата на страната с Йордания. Офанзивата е публично обявена като координирано усилие с офанзивата в Северозападна Сирия за осъществяване на многофронтов напредък към Дамаск. Сирийските въоръжени сили се изтеглят от позициите си около град Дараа, за да подсилят Дамаск.

## Настъпление
На 6 декември 2024 г. няколко града в мухафаза Дараа, включително Габагиб, Ал-Джиза, ал Гария ал Шаркия, Инкхил, Барка, Джасим, Намир и Симлин, заедно с граничния пункт Насиб, преминават под контрола на местните сили. Освен това повече градове, включително Бусра ал-Харир, Науа, Махаджа, както и целият граничен район на Йордания, падат напълно под бунтовнически контрол.
Бунтовниците твърдят, че са поели контрола над бригада 52, втората по големина правителствена военна база в мухафаза Дараа, след размяна на огън със силите на правителството в базата и близкия град Ал-Хирак. До края на деня бунтовниците успяват да овладеят изцяло град Дараа както Изра за първи път от началото на гражданската война.
В Сувейда протестиращите успяват да контролират напълно града, като овладяват военни обекти, включително централния затвор, щаба на клона на партията Баас, полицейското управление и много военни контролно-пропускателни пунктове. Същия ден четирима цивилни са убити в отделни инциденти.
До началото на 7 декември бунтовниците превземат 90% от мухафаза Дараа, с изключение на Ал-Санамайн, и предоставят безопасно преминаване на правителствените сили към Дамаск. По-късно същата сутрин бунтовниците превземат и мухафаза Кунейтра, след като правителствените сили се изтеглят към Дамаск. Същият ден израелската армия помага на UNDOF да отблъсне атака.
Сирийските държавни медии съобщават за изстрелвания на балистични ракети от Дамаск към Дараа.
На 7 декември 2024 г. шестима цивилни са убити при обстрел от правителствената армия в Дараа.

## Последица
След падането на Дамаск, Израелските отбранителни сили създават буферна зона с допълнително военно присъствие в Голанските възвишения, за първи път след 1974 г. Израелските отбранителни сили заема позиции и от сирийската страна на планината Ермон.

## Реакции
- Йордания затваря граничния пункт Насиб в отговор на военната ескалация в Южна Сирия.[18]
- Израел подсилва дивизия 201 и разполага допълнителни войски на Голанските възвишения.[19]
- Бившият проповедник на джамията Дараа Омари и религиозен водач шейх Ахмед Ал-Саясне подкрепя военната кампания на опозицията като необходим отговор на действията на правителствените сили и свързаните с Иран милиции.